# Лабарт-Инар
Лаба́рт-Ина́р (фр. Labarthe-Inard, окс. Era Barta d'Inard) — коммуна во Франции, находится в регионе Юг — Пиренеи. Департамент — Верхняя Гаронна. Входит в состав кантона Сен-Годенс. Округ коммуны — Сен-Годенс.
Код INSEE коммуны — 31246.

## География

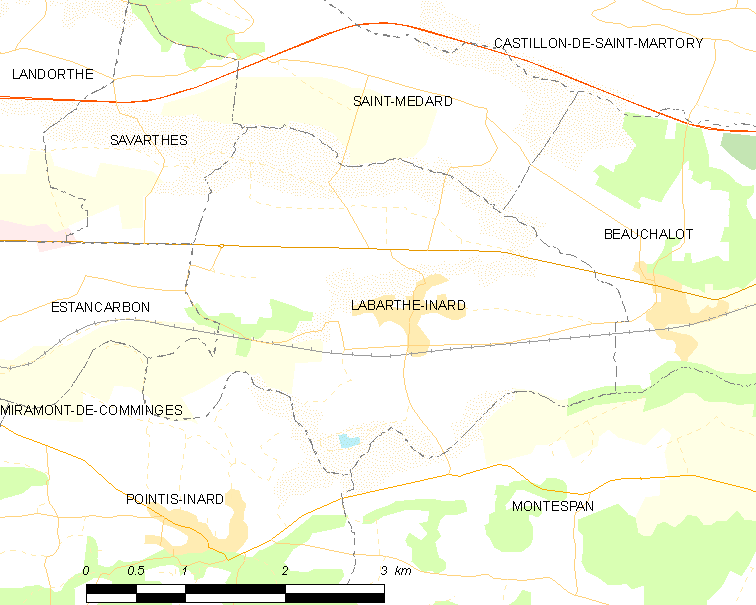
Карта коммуны

Коммуна расположена приблизительно в 650 км к югу от Парижа, в 75 км к юго-западу от Тулузы.
На юге коммуны протекает река Гаронна.

## Климат
Климат умеренно-океанический. Зима мягкая и снежная, весна характеризуется сильными дождями и грозами, лето сухое и жаркое, осень солнечная. Преобладают сильные юго-восточные и северо-западные ветры.

## Население
Население коммуны на 2010 год составляло 875 человек.
| 1962 | 1968 | 1975 | 1982 | 1990 | 1999 | 2010 |
| ---- | ---- | ---- | ---- | ---- | ---- | ---- |
| 522  | 559  | 590  | 614  | 762  | 778  | 875  |

## Администрация
| Период | Период | Фамилия      | Партия | Примечания |
| ------ | ------ | ------------ | ------ | ---------- |
| 1995   | 2014   | Кристиан Тор |        |            |
| 2014   | 2020   | Жак Альбанк  |        |            |

## Экономика
В 2010 году среди 572 человек трудоспособного возраста (15—64 лет) 404 были экономически активными, 168 — неактивными (показатель активности — 70,6 %, в 1999 году было 66,7 %). Из 404 активных жителей работали 363 человека (188 мужчин и 175 женщин), безработных было 41 (17 мужчин и 24 женщины). Среди 168 неактивных 38 человек были учениками или студентами, 73 — пенсионерами, 57 были неактивными по другим причинам.

## Достопримечательности
- Церковь Рождества Пресвятой Богородицы (XV век). Исторический памятник с 1950 года[4]